# Max Seiffert
Max Seiffert   (Beeskow, 9 de febrer de 1868 - Slesvig, 15 d'abril de 1948) Va ser un musicòleg i arranjador de música alemany.
Seiffert va néixer a Beeskow an der Spree, Alemanya, i va morir a Schleswig, Alemanya. Primer va ser educat al gimnàs "Joachimsthal" de Berlín, i després a la Universitat de Berlín on es va doctorar el 1891 per a la dissertació vers J. P. Sweelinck und seine direkten deutschen Schüler.
A més de produir edicions modernes de peces d'orgue de Bach i Buxtehude, Seiffert va ser responsable de les següents feines:
- Realització de transcripcions de piano d'algunes de les obres de Bach (en associació amb Max Schneider).[2]
- Ajudant amb l'edició del Händel-Gesellschaft.[3]
- El 1938 va rebre la medalla Goethe per a l'art i la ciència.[4]